# Gugu
Gugu (2291 m n. m.) je hora v pohoří Godeanu v jihozápadním Rumunsku. Leží na území župy Hunedoara asi 25 km jižně od obce Bucova a 36 km jihovýchodně od města Oțelu Roșu. Hora se nachází v rozsoše vybíhající na sever z hlavního hřebene. Na severu sousedí s vrcholem Bran (2031 m n. m.), na jihu s vrcholem Morariu (2284 m n. m.). Pod východními svahy se rozkládá jezero Lacul Gugu. Vrchol je místem dalekého rozhledu. Gugu je nejvyšší horou celého pohoří.
Na vrchol lze odbočit z hlavního hřebene, nebo vysoupit od přehrady Gura Apelor.